# Nu gaze
Il Nu gaze è un genere musicale sviluppatosi nel Regno Unito verso la metà degli anni duemila. Gli artisti afferenti al genere propongono il recupero delle sonorità shoegaze.

## Storia
Ispirati dal lavoro di gruppi quali The Jesus and Mary Chain, My Bloody Valentine e Ride, verso la metà di questa decade, tutta una nuova serie di nuove band hanno riportato in voga le sonorità del genere shoegaze, connotandolo dei suoi elementi identificativi originari.
Gruppi come Amusement Parks on Fire, Deerhunter, The Horrors, The Pains of Being Pure at Heart, A Place to Bury Strangers, Ulrich Schnauss, Silversun Pickups, Van She sono tra i maggiori esponenti di questo revival.
L'origine del termine "nu gaze" si deve a Som Wardner, leader della formazione My Vitriol, che in un'intervista del 2001 ha negato che il proprio gruppo appartenesse al genere shoegaze, dichiarando ironicamente: «I guess you could call us nu gaze» («Penso che ci potremmo definire nu gaze»).
Secondo un articolo de The Oxford Student, la musica di questo genere contiene "riff ronzanti, voci tenui e muri di chitarre distorte e sporche o sintetizzatori". Lo stile della musica si basa sull'utilizzo di vari effetti come il looping, pedaliere e sintetizzatori al fine di distorcere la musica. Il revival dello shoegaze trae pesantemente ispirazione da esso, ma incorpora molte sonorità moderne.
A proposito del genere nu gaze Ulrich Schnauss, musicista elettronico e produttore tedesco, afferma: 
(Ulrich Schnauss intervistato da The Guardian)